# Comité de Seguridad General

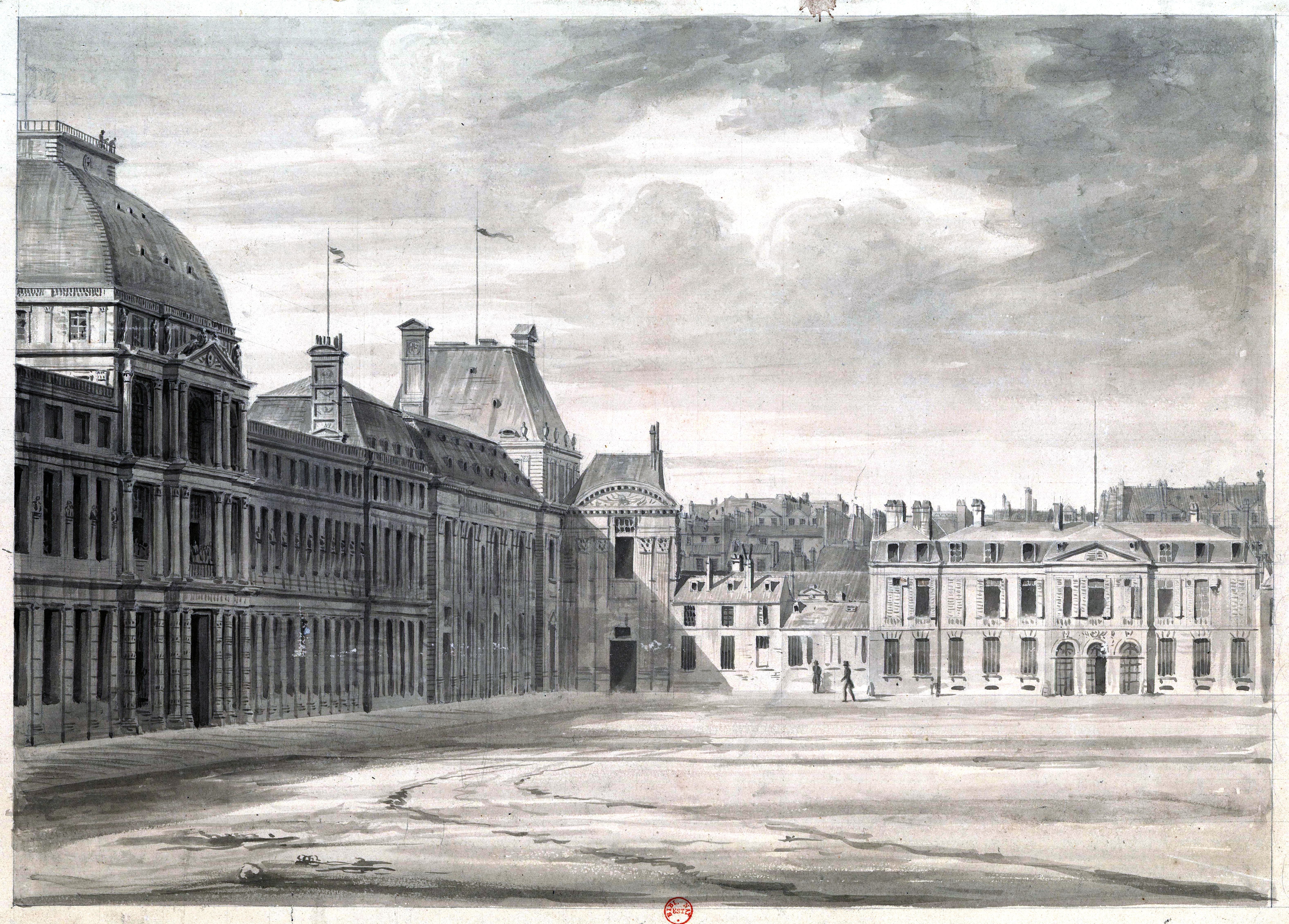
El Comité de Seguridad General estaba ubicado en el Hôtel de Brionne que se observa a la derecha; se reunió en el primer piso. (El Palacio de las Tullerías, que albergó la convención, se observa a la izquierda)

El Comité de Seguridad General (Comité de sûreté générale en francés) fue un comité parlamentario de la Convención Nacional Francesa que actuó como agencia de policía durante la Revolución Francesa. Junto con el Comité de Salvación Pública supervisó El Terror. El Comité de Seguridad General supervisó los comités de policía locales a cargo de investigar los informes de traición remitidos por la policía de París y fue una de las agencias con autoridad para remitir a los sospechosos al Tribunal Revolucionario para su juicio y posible ejecución por guillotina.
El Comité de Seguridad General se estableció como comité de la Convención Nacional en octubre de 1792. Fue diseñado para proteger a la república revolucionaria de sus enemigos internos. En 1794, el comité pasó a formar parte de la oposición a Maximilien Robespierre y al Comité de Salvación Pública, y participó en el golpe de Estado del 9 de Termidor. El 4 de noviembre de 1795, junto con el final de la Convención Nacional, se disolvió el Comité de Seguridad General. Con la llegada del Directorio, el Comité fue reemplazado por el Ministerio de la Policía General (ley del 2 de enero de 1796).
Surgió a partir del Comité de Vigilancia de la Asamblea Nacional Legislativa creada el 25 de noviembre de 1791, y tomó el nombre de Comité de Seguridad General tras la jornada del 10 de agosto de 1792. Mantuvo sus funciones bajo el mandato de la Convención Nacional, al principio de manera provisional, y después de manera definitiva, tras ser reorganizado por el decreto del 2 de octubre de 1792.

## Miembros
El Comité de Seguridad General tuvo un número significativo de miembros: aunque hubo numerosos miembros de la Convención elegidos en el comité entre sus tres años de historia desde el 2 de octubre de 1792 hasta el 4 de noviembre de 1795, solo contaba con 12 al comienzo de El Terror.
El Comité llegó a contar con 30 miembros con la estructura del 2 de octubre de 1792, y tuvo un mínimo de 9 miembros en septiembre de 1793. De germinal a termidor del año II, estuvo compuesto por los 12 miembros siguientes:
- Jean-Pierre-André Amar.
- Joseph-Nicolas Barbeau du Barran.
- Moyse Bayle.
- Jacques-Louis David.
- Grégoire Jagot.
- Elie Lacoste.
- Louis-Charles de Lavicomterie.
- Philippe-François-Joseph Le Bas.
- Jean-Antoine Louis.
- Philippe Rühl.
- Marc Guillaume Alexis Vadier.
- Jean-Henri Voulland.

Los siguientes fueron miembros del Comité en algún momento:
- Claude Basire.
- Antoine Boucher Saint-Sauveur.
- François Bergoeing.
- Armand-Joseph Guffroy.
- Pierre-Antoine Lalloy.
- Guislain-François-Joseph Le Bon.
- Étienne-Jean Panis.
- Pierre-Charles Ruamps.
- Louis Bon de Montaut
- Pierre Colombel
- Fabre d'Églantine
- Antoine François Hardy
- Jacques-Charles Bailleul
- Jean-Baptiste Harmand
- Jean Jay
- Augustin Bernard François Le Goazre de Kervélégan
- Charles-Jean-Marie Alquier (abril a junio de 1793)

- Datos: Q1391619
- Multimedia: Committee of General Security / Q1391619